# Argyresthia leuculias
Argyresthia leuculias is een vlinder uit de familie van de pedaalmotten (Argyresthiidae). Argyresthia leuculias werd in beschreven door Edward Meyrick.